# Klemen Prepelič
Klemen Prepelič (Maribor), 20 de outubro de 1992) é um basquetebolista profissional esloveno que atualmente defende o Valencia na Liga ACB e a EuroLiga.